# Hesperinus nigratus
Hesperinus nigratus är en tvåvingeart som beskrevs av Toyohi Okada 1934. Hesperinus nigratus ingår i släktet Hesperinus och familjen Hesperinidae. Inga underarter finns listade i Catalogue of Life.